# 신 고질라
《신 고질라》(シン・ゴジラ, Shin Godzilla, Godzilla Resurgence)는 고지라가 등장하는 도호 배급의 2016년 일본의 SF 영화이다. 31번째 고지라 영화이자, 도호의 29번째 고지라 영화이다. 안노 히데아키, 히구치 신지가 공동 감독하였다.
2014년 12월, 도호는 국내 고지라 영화의 새로운 계획을 발표했다. 2015년 3월 안노와 히구치 감독이 이사로 발표되었다. 주요 사진 촬영은 2015년 9월에 시작되어 2015년 10월에 종료되었다. 이 영화의 영감은 후쿠시마 제1 원자력 발전소 사고와 2011년 도호쿠 지방 태평양 해역 지진에서 취재되었다.

## 줄거리
11월 3일 8시 30분경, 도쿄만 하네다 앞바다에서 대량의 수증기가 분출하여 도쿄만 아쿠아라인에서 터널 붕괴사고가 발생한다. 정부는 원인을 해저화산이나 열수분출공의 발생으로 보고 대응을 진행한다. 내각관방부장관 야구치 란도(矢口蘭堂)는 인터넷상의 일반인에 의한 목격정보와 동영상 등을 보고 재빠르게 사고의 배경에 있는 거대생물의 존재를 시사하였으나, 주위는 그것을 일소에 부친다. 그러나 이윽고 거대생물의 꼬리 부분이 텔레비전에 보도되는 것으로 정부는 인식을 고친다. 더구나 자기 무게에 찌부러질 거라 상륙은 불가능이라고 보았던 전문가의 의견과는 상이하게 거대생물은 다마가와 하구부터 오타구 내의 노미가와를 엎드려 거슬러 올라 가마타에 상륙, 시내를 파괴하면서 북진을 시작한다.
상대가 생물이라는 것, 육상에서 행동가능하는 것을 전제로서 포획이냐 구제냐를 두고 검토한 결과 정부에 의한 대처방침은 구제로 결정. 그 크기와 성질이 불명확한 탓에 어설픈 공격으로는 구제는 곤란할 것이라고 예상되어 무제한으로 화기를 사용할 수 있는 방위출동에서의 자위대 출동을 모색. 거반 초법규적으로나마 해수구제를 목적으로 한 전후 최초의 방위출동이 요청되었다. 거대생물은 당초만 해도 꾸불꾸불 기는 동작으로 진행하였으나, 시나가와구 기타시나가와 근처에서 급속히 진화(변태)와 거대화를 이루어 직립이족보행을 개시한다. 잠깐 보행한 후 정지, 그곳에 자위대의 공격 헬리콥터가 공격위치에 도착하지만 그 부근에 미처 도망가지 못한 주민이 발견되어 공격은 중지된다. 직후 거대생물은 돌연 다시금 꾸불꾸불 기어 이번에는 게이힌 운하에서 도쿄만으로 모습을 감추지만, 일련의 행동에 의한 피해는 상륙부터 2여시간만에 사망자·행방불명자 100명 이상을 기록한다.
정부는 해상자위대를 출동시켜 발자취를 좇는 한편 거대생물의 재습래에 대비하여 야구치를 사무국장으로 하는 '거대불명생물특설재해대책본부(巨大不明生物特設災害対策本部)'(거재대(巨災対))를 설치한다. 피해지역에서의 미지의 방사성 원소의 검출과 미량의 방사선량의 증가가 확인되어 그 반응이 거대생물의 행동경로와 일치함이 발견된 것으로서 방사선원은 거대생물이라는 것이 판명되었다. 미국으로부터는 대통령 차석보좌관 및 대통령 특사가 극비리에 내일하여 거대생물의 정체가 태곳적부터 살아남은 심해해양생물이며 불법으로 해양투기된 대량의 방사성폐기물에 적응진화한 '고질라(GODZILLA)'로 호칭되는 미발표된 생물이라는 것과 그 연구를 하고 있던 마키 고로(牧悟郎)라는 학자가 행방불명된 것을 알려주고 마키가 남기고 간 수수께끼의 암호화 자료 등을 일본측에 제공한다. 거재대는 고질라가 체내의 원자로상에서 활동 에너지를 얻고 있으며, 거기서부터 생기는 열은 혈액순환을 통해 발산하기 때문에 혈액순환을 저해하면 고질라는 생명유지를 위해서 스스로 스크램 정지·급격한 냉각을 행하여 활동정지할 것이라고 결론짓고 혈액응고제의 경구투여에 의해 고질라를 동결시키는 '야구치 플랜'(가칭)의 구체검토를 시작한다.
나흘 후 11월 7일 그 전보다 더욱더 진화하여 두 배 가까이 크기를 불린 고질라는 가마쿠라시 이나무라가사키 언저리에 재상륙, 요코하마시와 가와사키시를 종단하여 가와사키시 무사시코스기에 이른다. J-얼러트를 통하여 주민에 피난을 요청함과 동시에 자위대는 사전에 책정한 몇몇 상륙 패턴에 대응한 요격작전 가운데에서 무사시코스기부터 다마가와 하천부지를 방위선으로 하여 고질라의 도내진입을 저지하고자 하는 총력작전 '타바 작전(タバ作戦)'을 실행. 육공군이 투입 가능한 모든 화력으로써 맞서 싸웠으나 생채기 하나 내지 못하고 돌파당하고 말아 고질라는 오타구·세타가야구·메구로구에 진행한다.
작전실패를 당한 정부는 일미안보의 적용을 검토하기 시작하였으나, 벌써 미국은 요청을 기다리다 못해 독자적으로 대사관 방위를 이유로 폭격기를 괌에서 일본으로 향하게 하였다는 통지를 받고 미국에 공격지원을 정식으로 요청한다. 미나토구까지 진행한 고질라를 향해 날아오른 미군의 B-2 폭격기 3기는 지중관통폭탄에 의한 폭격을 개시, 고질라에 처음으로 상처를 입히는 데 성공하지만, 그 직후 고질라의 구강에서 화염방사가 개시되어 그것이 광선으로 변하여 B-2 중 1기를 격추한다. 남은 2기는 고질라의 잔등으로 돌아 들어가 폭격을 속행하나 고질라는 투하된 폭탄을 향해 복수의 광선을 방사하여 전탄요격하고 남은 B-2를 싸그리 격추시킨다. 이후 고질라는 미나토·지요다·주오 3구의 시가지를 파괴, 도심은 궤멸적 피해와 고농도의 방사능 피해를 당하고 도민 약 300만명의 사상자가 발생한다. 더구나 수상관저에서 다치카와 광역방재기지에 피난하려 했던 총리대신 등이 탄 헬리콥터가 광선에 맞아 격추되어 총리를 포함하여 각료 11명이 사망한다. 한편, 고질라는 도쿄역 구내에서 돌연 활동을 정지한다.
고농도의 방사능 오염과 궤멸적인 피해를 당한 도심으로부터 정부기능은 다치카와에 이전되고 총리대신임시대리도 세워져 야구치는 고질라 대책의 특명담당대신으로 임명된다. 미군의 폭격으로 얻어진 고질라의 조직편에 대한 분석으로 금후 고질라는 무성생식에 의해 기하급수적으로 군체화할 가능성이나, 개체진화에 따라 소형화하거나 유익화하여 대륙을 넘나들며 확산할 가능성이 시사되는 가운데 2주 후에는 활동을 재개하는 것이 예측되었다. 활동을 재개하면 미본토에의 상륙도 있을 수 있다는 데이터를 얻은 미국은 국련에서 외교공작을 행하여 국련안보리는 고질라에의 열핵공격을 결의, 다국적군에 의한 핵공격 플랜의 책정이 개시되었다. 동시에 주민 360만명의 소개(疎開)가 이루어졌다.
거재대는 열핵공격이 아닌 야구치 플랜에 의한 고질라의 정지의 완수를 갈망하지만, 고질라에는 원소변환능력도 있는 것이 판명되어 혈액응고제는 무력화되는 게 아닐까 하는 우려가 싹튼다. 그 직후 이제껏 수수께끼였던 마키의 암호화 자료의 해독의 실마리가 발견되어 해독·해석결과로부터 고질라의 원소변환기능을 저해하는 극한환경미생물의 분자식을 획득한다. 그것을 억제제로서 혈액응고제와 함께 투여하는 것으로 해결의 전망이 선다. 국련군의 열핵공격 개시가 가까이 다가오는 가운데 야구치 플랜은 '야시오리 작전(ヤシオリ作戦)'으로 개명되어 일미공동작전으로서 개시되었다. 먼저 무인운전 열차를 사용한 폭탄으로 고질라를 각성시키고 이후로 에너지 소모만을 노린 미군의 무인공격기군에 의한 공격이 고질라의 광선이 멎을 때까지 계속되었다. 광선이 끊어진 틈을 타 그 부근의 고층빌딩을 고질라를 향해 폭파·도괴시켜 고질라를 전도(転倒)시킨다. 거기에 건설기계부대와 콘크리트 펌프차대가 접근하여 펌프차의 팔에서 누계 수백 킬로리터의 혈액응고제를 고질라의 입 속으로 흘려넣는다. 이것의 반복으로 하여 겨우 고질라의 동결에 성공한다.
이후 도심을 오염시킨 고질라의 신원소의 방사성 물질은 반감기가 20일로 매우 짧고, 약 2-3년만에 인체에 영향이 없어짐이 판명되어 부흥의 희망이 보이기 시작했으나, 열핵공격 카운트다운은 '일시정지'된 채로 고질라의 활동이 재개되는 경우 58분 46초 후에 열핵공격이 이루어지는 것이 되었다. 야구치는 동결된 고질라를 보면서 새롭게 사태수습의 결의를 다진다. 한편 도쿄역 옆에서 얼어붙은 채로 서 있는 고질라의 꼬리의 첨단부에는 등지느러미를 가진 사람 형태의 작은 몸집의 생물 수체가 떨어져 나오려는 채로 정지되어 있었다.

## 출연
- 다케노우치 유타카 - 주연
- 하세가와 히로키 - 조연
- 이시하라 사토미 - 조연
- 코라 켄고 - 조연
- 오스기 렌 - 조연
- 에모토 아키라 - 조연

## 수상 결과
| 상                     | 부문     | 후보          | 결과 | 참고  |
| ---------------------- | -------- | ------------- | ---- | ----- |
| 제38회 요코하마 영화제 | 특별대상 | 안노 히데아키 | 수상 | [ 6 ] |